# Pentaria decolor
Pentaria decolor es una especie de coleóptero de la familia Scraptiidae.

## Distribución geográfica
Habita en América Central y Estados Unidos.